# Domaine de Bitchū Matsuyama
Pour les articles homonymes, voir Matsuyama.

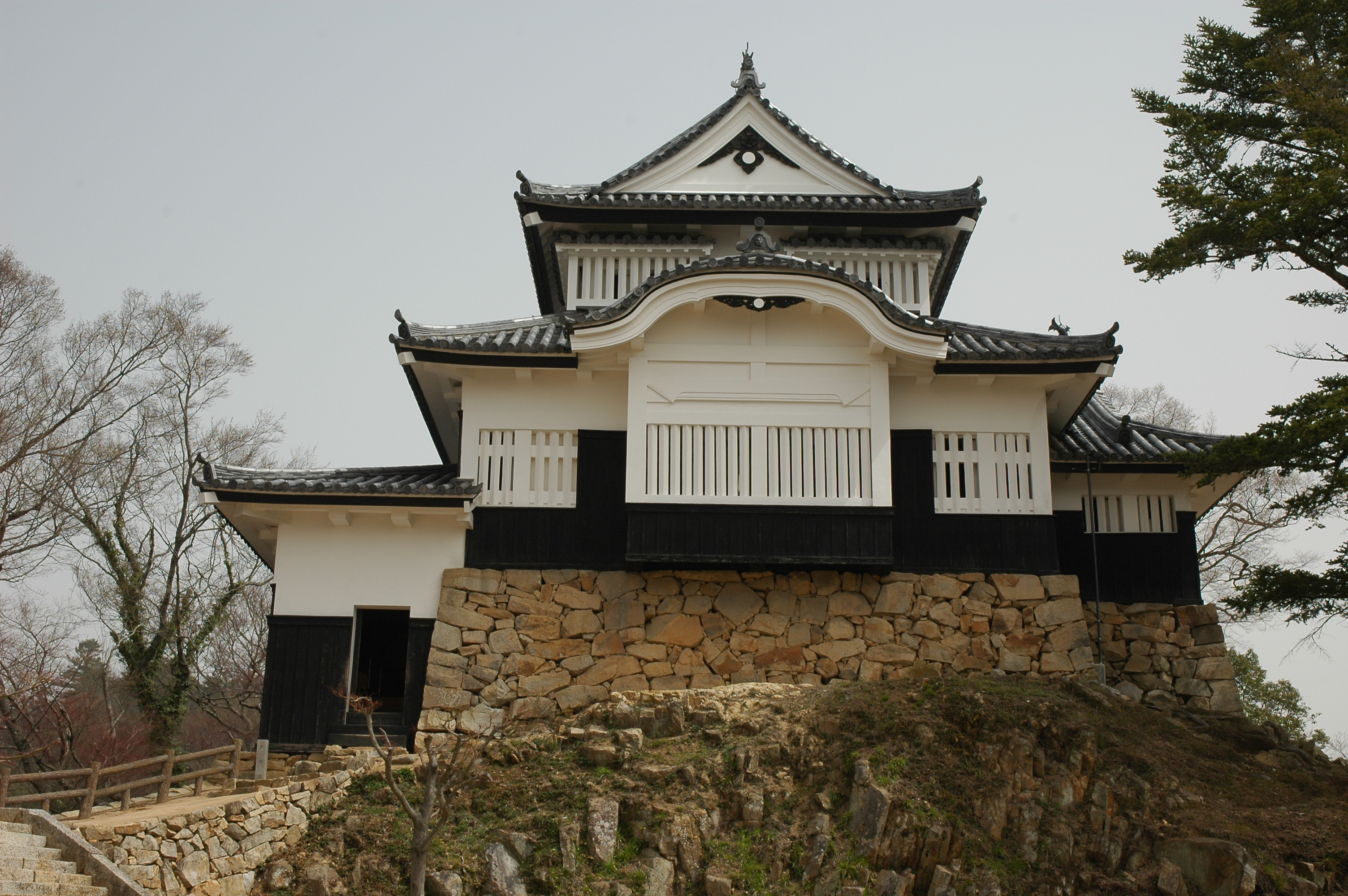
Le donjon du château de Bitchū Matsuyama.

Le domaine de Bitchū Matsuyama (備中松山藩, Bitchū Matsuyama-han) était un domaine féodal japonais de l'époque d'Edo situé dans la province de Bitchū (de nos jours préfecture d'Okayama).

## Liste des daimyos
- Tenryō, 1600-1616

Clan Kobori (Bitchū Daikan)
1. Masatsugu
2. Masakazu

- Clan Ikeda, 1617-1641 (tozama daimyo ; 65 000 koku)

1. Nagayoshi
2. Nagatsune

- Clan Mizunoya, 1642-1693 (tozama daimyo ; 50 000 koku)

1. Katsutaka
2. Katsumune
3. Katsuyoshi

- Clan Andō, 1695-1711 (fudai daimyo ; 65 000 koku)

1. Shigehiro
2. Nobutomo

- Clan Ishikawa, 1711-1744 (fudai daimyo ; 60 000 koku)

1. Fusayoshi

- Clan Itakura, 1744-1871 (fudai daimyo ; 50 000 à 20 000 koku)

1. Katsuzumi
2. Katsutake
3. Katsuyori
4. Katsumasa
5. Katsuaki
6. Katsutsune
7. Katsukiyo
8. Katsuzuke

## Source
- (en) Cet article est partiellement ou en totalité issu de l’article de Wikipédia en anglais intitulé « Bitchū-Matsuyama Domain » (voir la liste des auteurs).